# 马里奥·阿尔多·蒙塔诺
马里奥·阿尔多·蒙塔诺（義大利語：Mario Aldo Montano，1948年5月1日—），意大利男子击剑运动员。他曾获得1972年夏季奥运会击剑比赛男子佩剑团体金牌。

## 家庭
父亲老阿尔多·蒙塔诺和儿子小阿尔多·蒙塔诺都是击剑运动员。